# Carla Juri
Carla Juri (ur. 2 stycznia 1985 w Locarno) – szwajcarska aktorka, która wystąpiła m.in. w filmie Blade Runner 2049.

## Filmografia
| Rok  | Tytuł                                       | Rola                   | Uwagi           |
| ---- | ------------------------------------------- | ---------------------- | --------------- |
| 2006 | Midday Room                                 | The Bride              | krótkometrażowy |
| 2008 | The Space You Leave                         | Lea                    | krótkometrażowy |
| 2010 | 180° – Wenn deine Welt plötzlich Kopf steht | Esther Grüter          |                 |
| 2010 | Bold Heroes                                 | Michis Cousine         |                 |
| 2012 | Jump                                        | Jane                   |                 |
| 2012 | Someone Like Me                             | Annemarie Geiser       |                 |
| 2012 | Questo è mio                                | Maestra                | krótkometrażowy |
| 2013 | Finsterworld                                | Natalie                |                 |
| 2013 | Wilgotne miejsca                            | Helen Memel            |                 |
| 2013 | Lovely Louise                               | Junge Louise           |                 |
| 2014 | Fossil                                      | Julie                  |                 |
| 2014 | Spooky & Linda                              | Linda                  | krótkometrażowy |
| 2016 | Morris from America                         | Inka                   |                 |
| 2016 | Paula                                       | Paula Modersohn-Becker |                 |
| 2016 | Wendeta                                     | Elizabeth Brundy       |                 |
| 2017 | Blade Runner 2049                           | Ana Stelline           |                 |
| 2019 | Intrigo: Dear Agnes                         | Agnes                  |                 |
| 2019 | Gdy Hitler ukradł różowego królika          | Dorothea Kemper        |                 |
| 2019 | Amulet                                      | Magda                  |                 |
| 2020 | Six Minutes to Midnight                     | Ilse Keller            |                 |
|      | Walking to Paris                            | Lucy                   | ukończony       |